# Marumba quercus
La esfinge del roble (Marumba quercus) es una especie de polilla de la familia Sphingidae.

## Distribución
Vuela en el Sur de Europa, África del norte y este, además de en Mesopotamia.

## Descripción

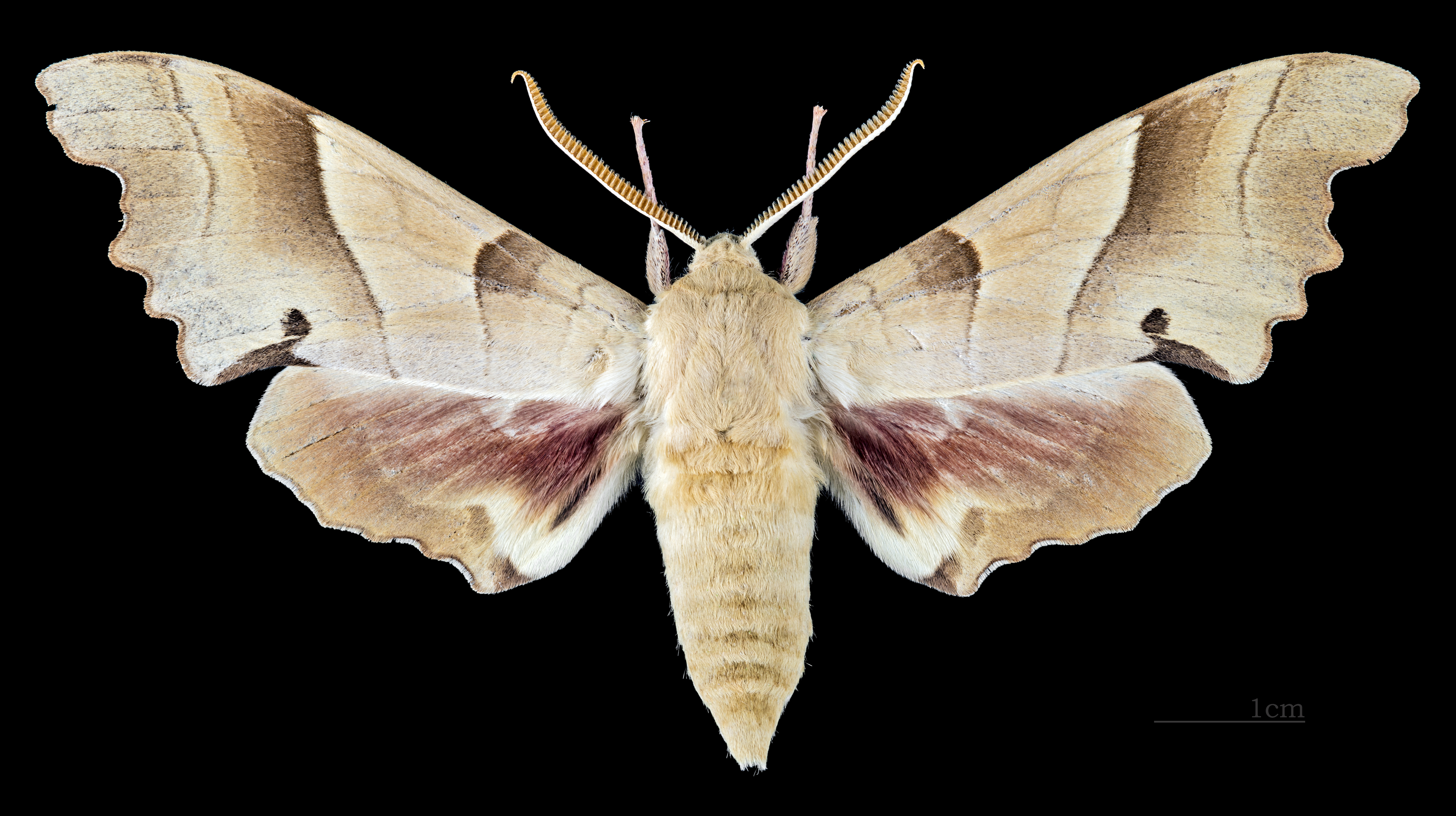
♂
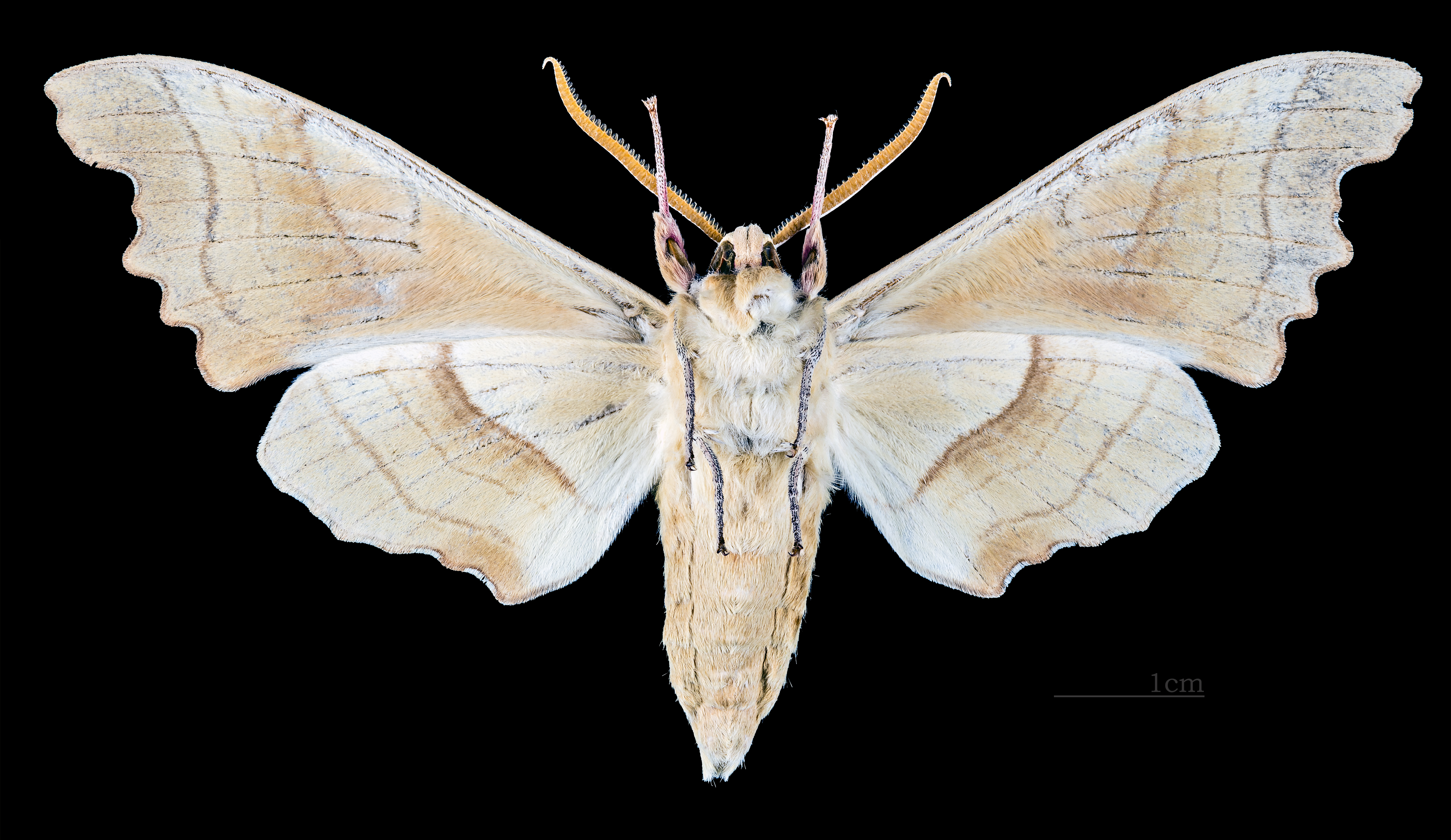
♂ △
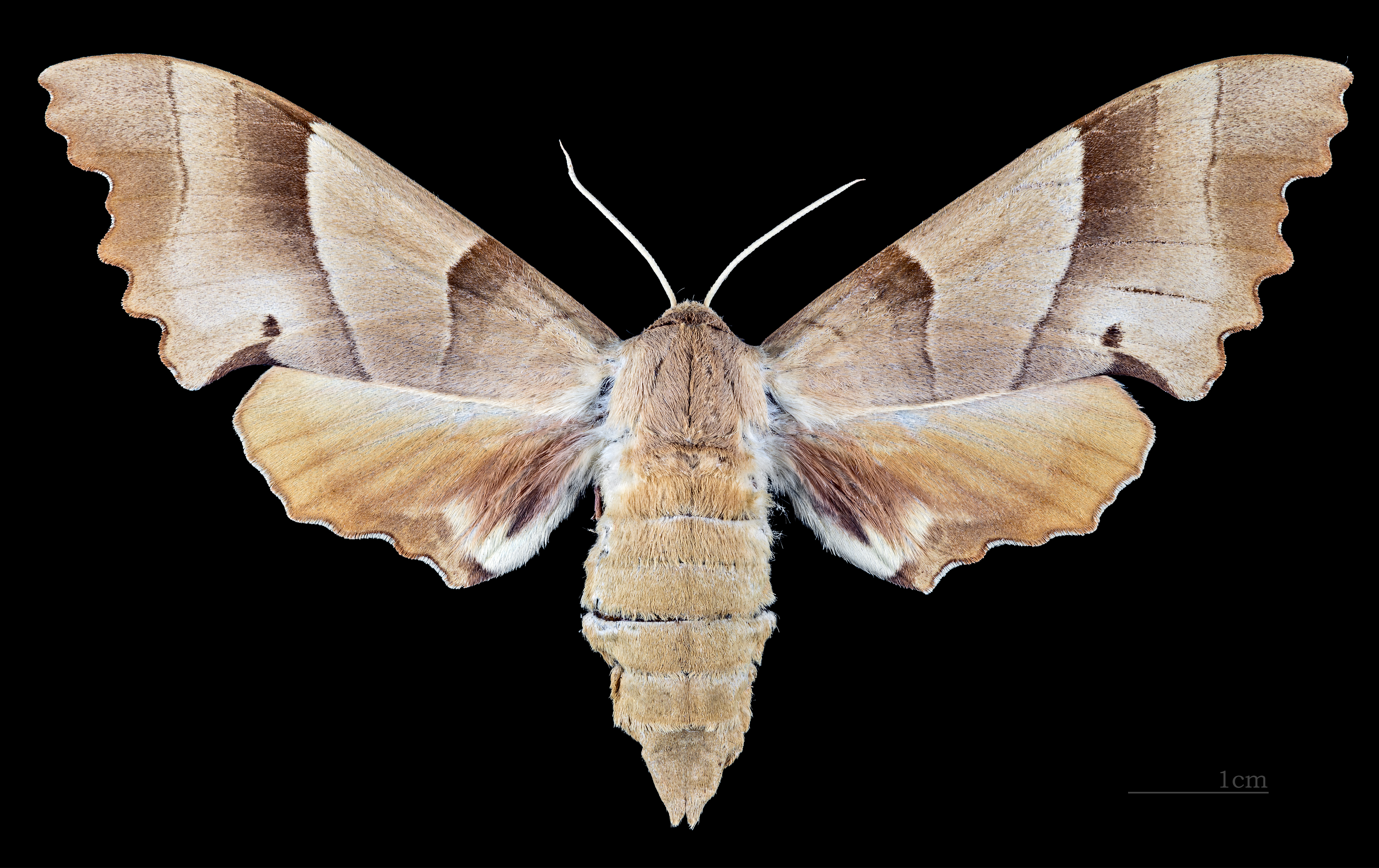
♀
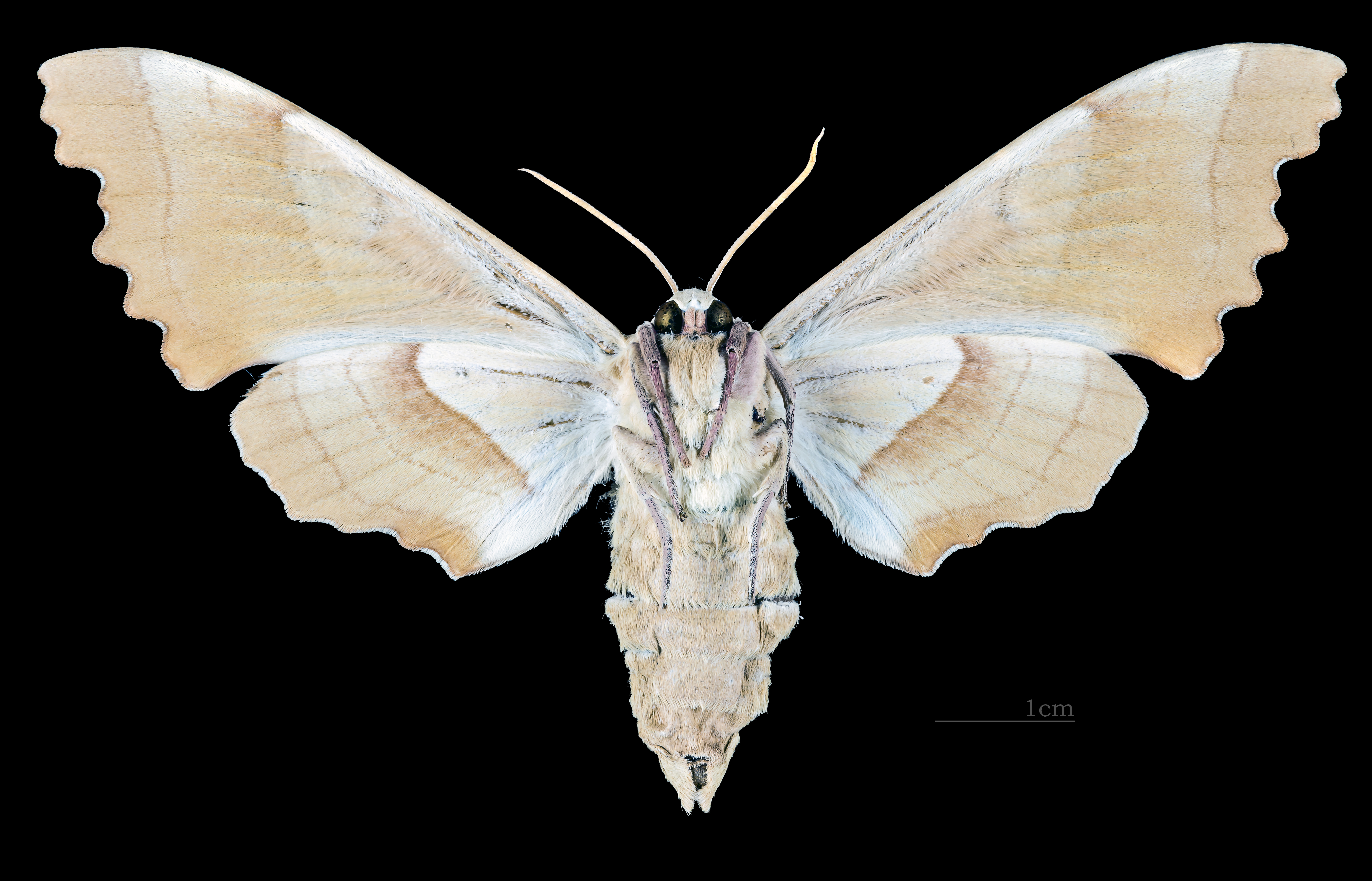
♀ △

La envergadura alar es 85 a 125 mm. La hembra es un poco más grande que el macho.

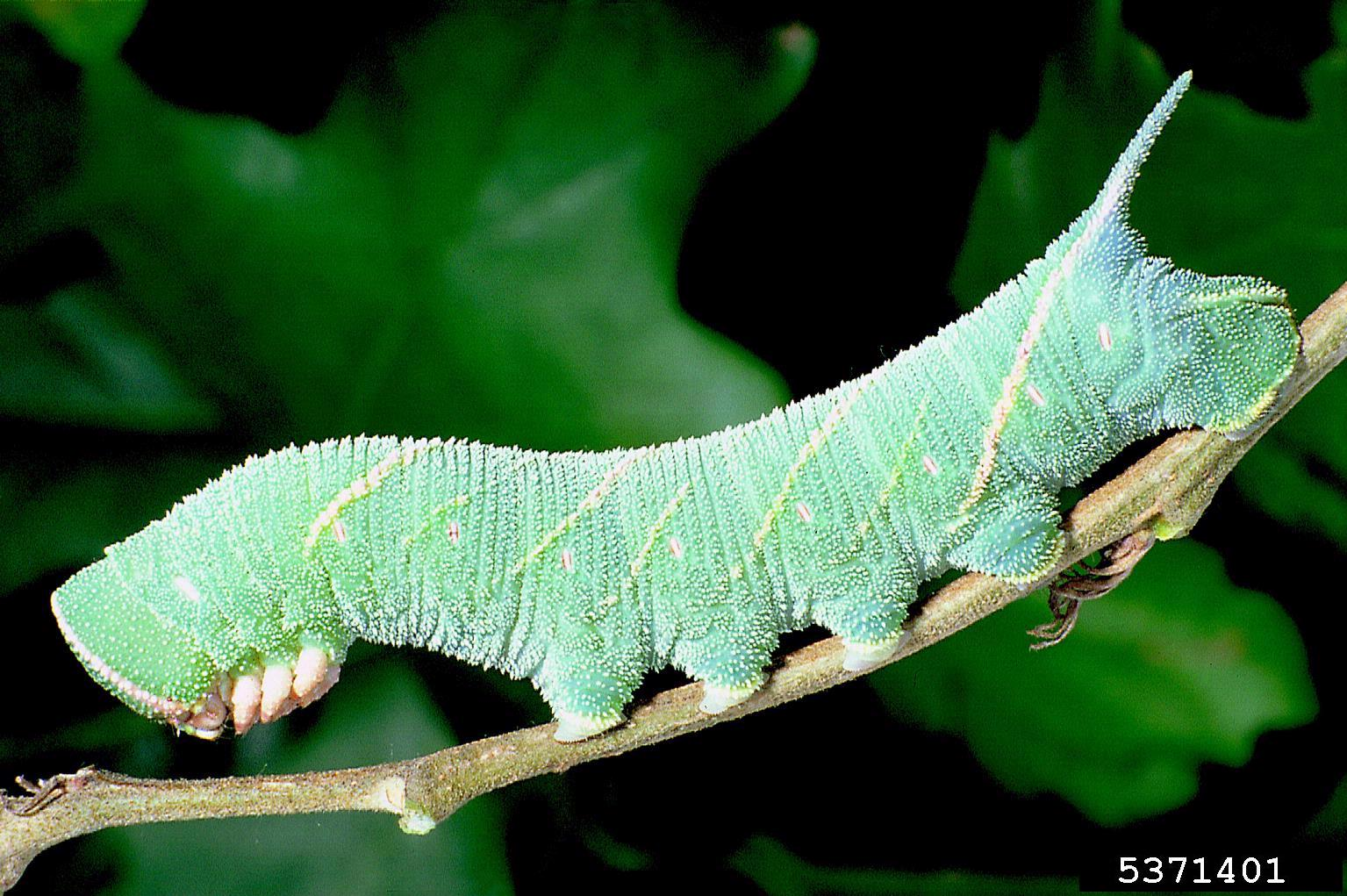
Oruga
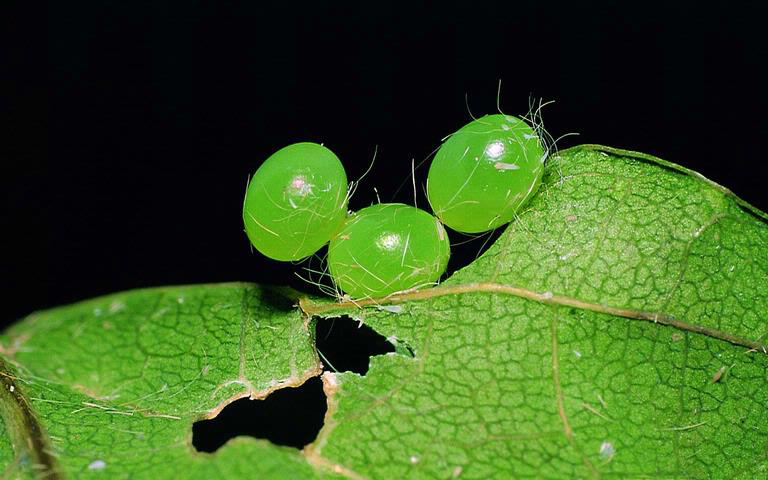
Huevos

## Biología
Las orugas se alimentan de especies de roble, principalmente especie con hojas secas como roble de corcho-(Alcornoque) y encinas.

## Sinonimia
- Sphinx quercus Denis & Schiffermüller, 1775
- Sphinx denisii Fuessly, 1779
- Marumba quercus brunnescens Rebel, 1910
- Marumba quercus canescens (Closs, 1922)
- Marumba quercus costimaculata (O. Bang-Haas, 1938)
- Marumba quercus mesopotamica O. Bang-Haas, 1938
- Marumba quercus pallescens (Closs, 1922)
- Marumba quercus pallida (Vilarrubia, 1973)
- Marumba quercus schirasi O. Bang-Haas, 1938